# マルクス・テレンティウス・ウァッロ
マルクス・テレンティウス・ウァッロ（ラテン語: Marcus Terentius Varro, 紀元前116年 - 紀元前27年）は、共和政ローマ後期の政務官。学者、著作家としても知られ、レアテのウァッロ（ウァッロ・レアティヌス、Varro Reatinus）とも称される。

## 生涯
レアテ（Reate, 現リエーティ）もしくはその近郊で生まれた。家はエクィテス階級と考えられ、ウァッロの老年までレアテ近郊の、おそらくリパゾッティレ湖近くに広い農場を所有していた。
ウァッロはローマの言語学者ルキウス・アエリウス・スティロ・プラエコニヌスの下で、後にはアテナイのアカデメイアの哲学者アスカロンのアンティオコスの下で勉強した。政治的にはグナエウス・ポンペイウスを支持し、護民官、クァエストル（財務官）、プラエトル（法務官）の職に就いた。また、ガイウス・ユリウス・カエサルが執政官（コンスル）を務めていた紀元前59年にはカプア及びカンパニア再植民計画を実行する20人の委員の1人となった。
紀元前49年からのローマ内戦ではポンペイウスら元老院派に組して、ルキウス・アフラニウスやマルクス・ペトレイウスと共にヒスパニアの元老院派軍を率いてカエサル軍に抵抗したが、イレルダの戦いで敗北、ウァッロは元老院派の本軍が駐留していたギリシアへと逃れた。紀元前48年8月のファルサルスの戦いでは元老院派の兵站基地であったデュッラキウム（現：ドゥラス）の守備に就いたが、元老院派のファルサルスでの敗戦、ポンペイウスの死を受けてマルクス・トゥッリウス・キケロらと共にカエサル派に降伏した。
紀元前47年にカエサルからローマの公立図書館長に任命された。紀元前44年にカエサルが暗殺されマルクス・アントニウスが権力を握るとウァッロは追放され、結果としてウァッロの蔵書を含む多くの資産が失われた。アクティウムの海戦でアントニウスが敗死しアウグストゥスが覇権を掴むと、側近のガイウス・マエケナスの影響もあって文化の保護に積極的であったアウグストゥスの庇護を受けて、研究と著作に専念することができるようになった。アウグストゥスがローマ帝国初代皇帝となった紀元前27年に没したと伝わっている。
多くの著作がある中、ウァッロの編纂した『年代記』は特に歴史家たちの関心を引くもので、それはウァッロの時代までの毎年のローマの正確な年表を明らかにしようと試みたものである。共和政ローマの執政官の因習的な順序に基づいて作られたが、どうしてもあてはまらないところには、独裁政権や無政府状態の年を挿入することでその不足を補った。いくらかの誤りも明らかになったものの、ローマのアウグストゥスの門に刻まれたことで大部分は広く受け入れられ、権威ある年代記となっている。門自体は既に失われているが、『ファスティ・カピトリヌス』の名前で年代記の大部分は現存している。

## 作品

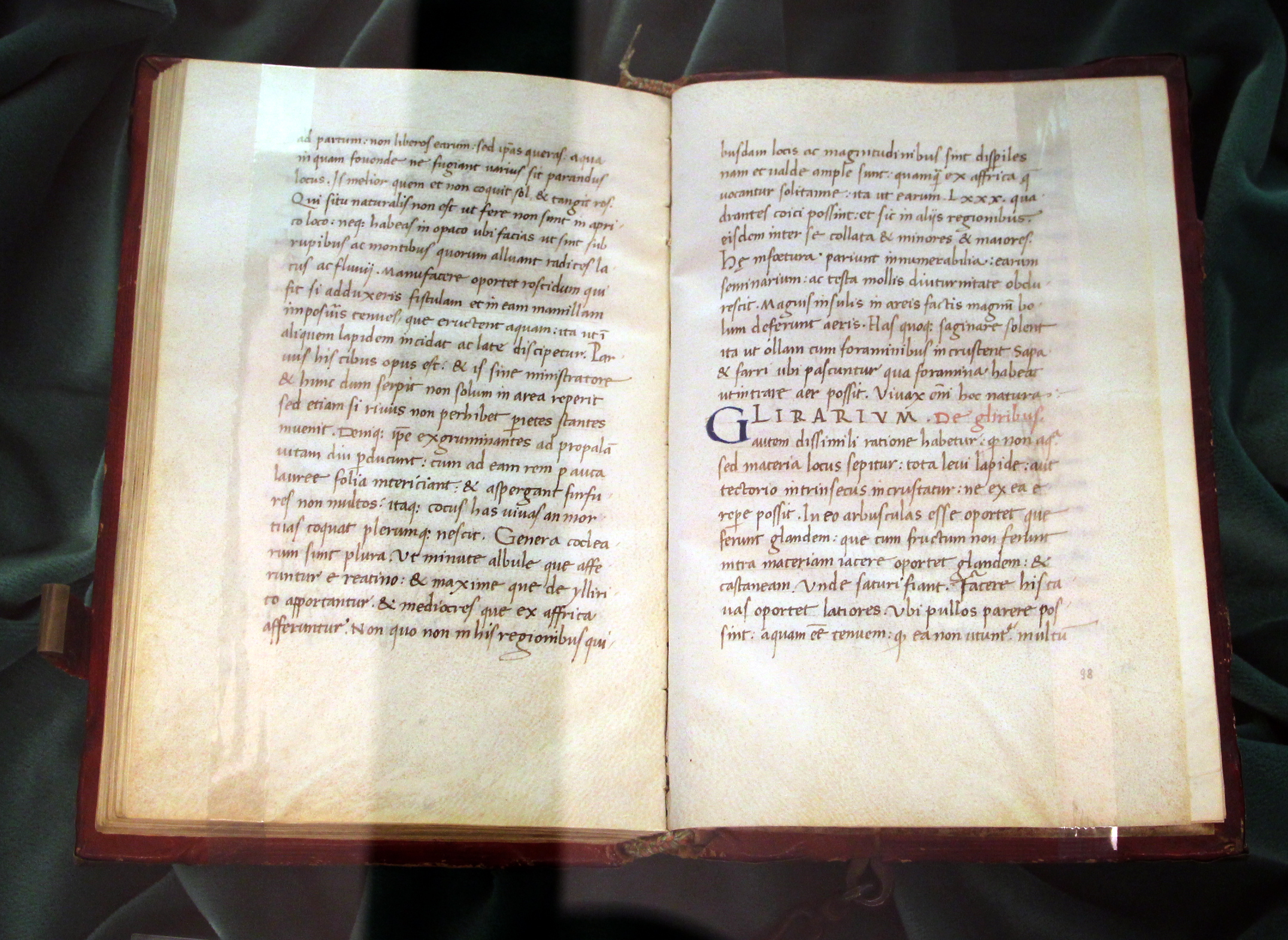
「農業論」の写本

ウァッロは多くの作品を残していて、フリードリヒ・ヴィルヘルム・リッチェルによれば、74の作品、約620巻を記したと推測されているが、そのうち完全な形で残っているのは『農業論』1つしかない。アウルス・ゲッリウスとセリウスの『アッティカの夜』などの中に多くの断片が残っている。
クインティリアヌスに「ローマ人で最も教養がある」と言わしめたウァッロは、キケロ、大プリニウス、ウェルギリウス、コルメッラ、アウルス・ゲッリウス、アウグスティヌス、ウィトルウィウスといった多くの古代の著作家たちによって、貴重な情報源と見なされてきた。
本の中には、建築学に関する本もあった。さらに現代の視点から見て、ウァッロが細菌学や疫学を予知していたことも注目すべき点である。ウァッロは同時代の人々に沼地や湿地帯を避けるよう警告していた。なぜならそのような場所は、「肉眼で見ることができない、しかし空中に浮き、口や鼻を通して体の中に入り、重病を引き起こす、特定の微細な生き物を育てる」。

### 現存する作品
- De lingua latina libri XXV（ラテン語論 25巻） - 6巻が現存。一部損傷。
- Rerum rusticarum libri III（農業論 3巻）

### 散逸した作品
- Saturarum Menippearum libri CL（メニッポス風風刺詩 150巻）
- Antiquitates rerum humanarum et divinarum libri XLI
- Logistoricon libri LXXVI
- Hebdomades vel de imaginibus
- Disciplinarum libri IX

### ウァッロ自身の作品
- Works by Marcus Terentius Varro at Project Gutenberg（英語）
- de Re Rustica at en:LacusCurtius（ラテン語、英語）
- de Re Rustica（ラテン語）

### 二次的資料
- Livius.org: Varronian chronology
- 『ウァロ』 - コトバンク
- 『ワルロ』 - コトバンク